# Річ (лаканівський психоаналіз)
Річ (фр. chose) — поняття, яке детально обговорюється Лаканом у семінарі 1959—1960 років, у якому він взаємозамінно використовує як французький термін la chose, так і німецький das Ding. Цей термін оперує у двох основних контекстах:
1. У контексті розрізнення, запровадженого Фройдом, між «слово-представленнями» (Wort-vorstellungen) та «речо-представленнями» (Sachvorstellungen). Це розрізнення набирає особливої ваги у метапсихологічних роботах Фройда, де він стверджує, що обидва типи представлень пов'язані між собою через передсвідому-свідому систему, тоді як у несвідомому знаходяться лише речопредставлення. На думку деяких сучасників Лакана такі міркування свідчили про помилковість теорії Лакана про лінгвістичну природу несвідомого. У відповідь на критику Лакан зауважує, що у німецькій мові є два слова, які означають «річ»: das Ding та die Sache. Саме друге слово Фройд використовує, коли він говорить про речопредставлення у несвідомому, і Лакан стверджує, що хоча на певному рівні Sachvorstellungen та Wortvorstellungen є протиставленими, на символічному рівні «вони йдуть поряд». Таким чином die Sache — це репрезентація речі у символічному порядку, на противагу до das Ding, що є річчю у її «ідіотичній реальності», річчю в Реальному, яка розташована «за межами позначеного». Отже, речопредставлення, які ми виявляємо у несвідомому, усе ще є лінгвістичними феноменами, на відміну від das Ding, яка цілком перебуває за межами мови і за межами несвідомого. Як говорить Лакан: «Річ характеризується тим, що ми не можемо її уявити». Відтак лаканівське поняття Речі як непізнаваного поза символізацією має чіткі паралелі з кантіанською «річчю-в-собі».
2. У контексті поняття jouissance. Das Ding є водночас і об'єктом мови, і об'єктом бажання. Це втрачений об'єкт, який потрібно постійно відшукувати, це доісторичний незабутній Інший — іншими словами, заборонений об'єкт інцестуозного бажання — Матір. Принцип насолоди — це закон, який утримує суб'єкта на певній відстані від Речі, що змушує суб'єкта рухатися циклічно навколо неї, але ніколи нею не заволодівати. Таким чином Річ являється суб'єктові як найвище благо, однак якщо він вийде за межі принципу насолоди і спробує заволодіти цим благом, воно перетвориться на страждання і зло (тут Лакан використовує гру слів, оскільки французькою мовою «mal» означає і «страждання» і «зло»), оскільки суб'єкт «не може винести те екстремальне благо, яке може принести йому das Ding».

Після семінару 1959—1960 років термін das Ding майже повністю зникає з праць Лакана. Однак ідеї, породжені цим поняттям, знаходять розвиток у понятті objet petit a, яке Лакан впроваджує у своє вчення починаючи з 1963 року. Наприклад, навколо objet petit a циркулює потяг і objet petit a розглядається як причина бажання, тоді як das Ding також трактується Лаканом як «причина найфундаментальніших пристрастей людини». Також той факт, що Річ є не уявним об'єктом, а цілком знаходиться у реєстрі реального, і заразом є тим, що «у реальному страждає від позначника» провіщає переміни у лаканівській теорії, де objet petit a починає все більше і більше локалізуватися у регістрі реального починаючи з 1963 року.
Поняття Річ було суттєво опрацьоване іншими психоаналітиками лаканівської школи, зокрема Славоєм Жижеком. Слідуючи за Лаканом, Жижек трактує Річ як один із проявів Реального і використовує його у своїх розвідках про кінематограф, попкультуру та ідеологію.